# Trichouropoda orbicularis
Espèce
Synonymes
- Notaspis orbicularis C.L. Koch, 1839
(protonyme)

Trichouropoda orbicularis est une espèce d'acariens de la famille des Trematuridae.